# Progear
Progear (プロギアの嵐) è un videogioco arcade sviluppato da Cave e pubblicato da Capcom nel 2001 per il CPS-2.